# Die Königin von Saba

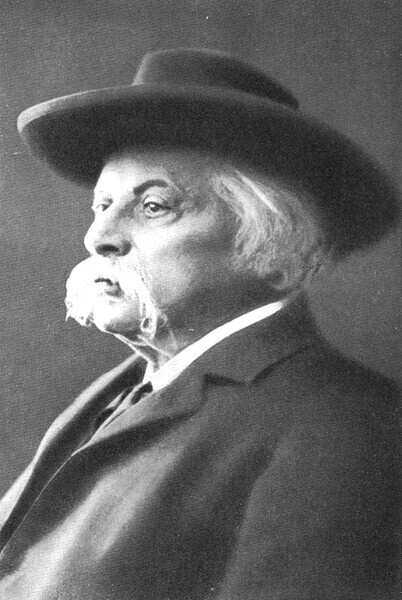
Karl Goldmark

Die Königin von Saba (Drottningen av Saba) är en opera i fyra akter av Karl Goldmark med text av Salomon Hermann von Mosenthal. Berättelsen om Drottningen av Sabas besök hos kung Salomo återfinns i Bibelns Första Kungaboken 10 och Andra Krönikeboken 9.

## Historia
Idén till en opera om drottningen av Saba fick Goldmark av chefsregissören vid Wiener Hofoper. Goldmarks forna pianoelev Caroline von Gomperz-Bettelheim var utbildad sopran och chefsregissören jämförde hennes skönhet med drottningens av Saba. Goldmark började skriva på operan 1863 med Bettelheim i åtanke, men hon kom inte att uruppföra rollen. 10 mars 1875 fick operan premiär på Wiener Hofoper i med Amalie Materna i huvudrollen, trots att rollen var skriven för en mezzosopran och Materna var dramatisk sopran. Operan blev så populär att den fanns på repertoaren i Wien ända fram till 1938.

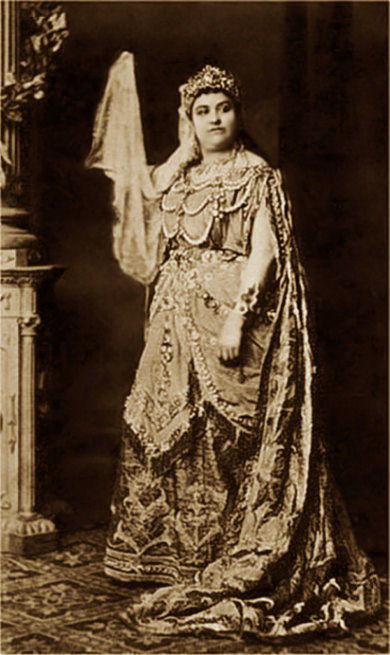
Amalie Materna som Drottningen av Saba, ca 1875.

Goldmarks berömmelse vilar nästan uteslutande på denna hans första opera. Han tillhörde ingen bestämd skola och var i det närmaste självlärd, men med Die Königin von Saba lyckades han skapa ett verk vars klangrikedom och vackra melodier föll publiken i smaken. Med tanke på den bibliska handlingen är det egendomligt att ledningen för den kejserliga operan i Wien först refuserade den som alltför "exotisk", men tack vare furstinnan av Hohenlohes inflytande antogs den ändå och blev en succé.
För ceremonierna i Salomos tempel använde Mosenthal gamla hebreiska texter och element från judiska sedvänjor, medan Goldmark gav judarnas kör en psalmodisk karaktär.

## Personer
- Kung Salomo (baryton)
- Drottningen av Saba (mezzosopran)
- Astaroth, hennes slavinna (sopran)
- Översteprästen (bas)
- Sulamith, dennes dotter (sopran)
- Assad, Salomos gunstling (tenor)
- Baal-Hanan, palatsuppsyningsman (baryton)
- Tempelväktarens röst (bas)
- Kvinnor, jungfrur, slavinnor, livvakter, Salomos soldater, drottningen av Sabas slavar, Baal-Hanans följeslagare, folk, präster, leviter, sångare (kör)

## Handling
Jerusalem och utkanten till den syriska öknen, biblisk tid.
Akt I
Stora salen i kung Salomos palats. Kungen väntar besök av drottningen av Saba som har hört talas om Salomos vishet. Han har sänt sin gunstling Assad för att möta hennes följe. Men Assad återvänder bestört från sitt framgångsrikt utförda uppdrag och börjar undvika sin blivande brud Sulamith. Han bekänner för kungen att han under Libanons cedrar har blivit förförd av en underbar kvinna. Vid mottagningen för drottningen av Saba lyfter hon på slöjan och Assad känner igen henne som kvinnan som förförde honom. Men hon låtsas som ingenting- Salomo påminner Assad om hans bröllop med Sulamith nästa dag.
Akt II
Drottningen har insett att hon är förälskad i Assad och vägrar finna sig i att denne nästa dag skall gifta sig med Sulamith. Med hjälp av en tjänarinna lockar hon Assad att komma till trädgården där han på nytt faller för henne.
Under bröllopsceremonin dyker drottningen upp med bröllopsgåvor. Assad avbryter ceremonin, kastar ifrån sig ringen och prisar drottningen som en gudinna. De rättrogna judarna kräver hans död för denna hädiska handling. Men Salomo tystnar dem och förbehåller sig rätten att fästa en dom.
Akt III
Kungen ger en fest till sin gästs ära. Drottningen ber om nåd för Assad. Därigenom tillstår hon sin dolda kärlek, men Salomo vägrar att låta sig påverkas av hennes böner och hot. Först när den renhjärtade Sulamith ber för Assad, låter kungen benåda honom.  Assad skall som straff förvisas till utkanten av öknen.
Akt IV
Öknens utkanter. Här uppvaktas Assad åter av drottningen, som nu befinner sig på hemväg, men den här gången avvisar han hennes närmanden och dör i den renhjärtade Sulamiths armar.